# Lijst van voetbalinterlands Argentinië - Denemarken
Deze lijst van voetbalinterlands is een overzicht van alle officiële voetbalwedstrijden tussen de nationale teams van Argentinië en Denemarken. De landen speelden tot op heden twee keer tegen elkaar. De eerste ontmoeting, een vriendschappelijke wedstrijd, werd gespeeld in Mar del Plata op 24 februari 1993. Het laatste duel, de finale om de FIFA Confederations Cup 1995, werd gespeeld op 13 januari 1995 in Riyad (Saoedi-Arabië).

## Wedstrijden
| № | Plaats        | Datum            | Competitie                   | Wedstrijd               | Uitslag |
| - | ------------- | ---------------- | ---------------------------- | ----------------------- | ------- |
| 1 | Mar del Plata | 24 februari 1993 | Artemio Franchi Cup          | Argentinië – Denemarken | 1 – 1   |
| 2 | Riyad         | 13 januari 1995  | FIFA Confederations Cup 1995 | Denemarken – Argentinië | 2 – 0   |

## Samenvatting
| Competitie              | Totaal gespeeld | Winst Argentinië | Gelijk | Winst Denemarken | Doelsaldo Argentinië – Denemarken |
| ----------------------- | --------------- | ---------------- | ------ | ---------------- | --------------------------------- |
| FIFA Confederations Cup | 1               | 0                | 0      | 1                | 0 − 2                             |
| Vriendschappelijk       | 1               | 0                | 1      | 0                | 1 − 1                             |
| Totaal                  | 2               | 0                | 1      | 1                | 1 − 3                             |

Wedstrijden bepaald door strafschoppen worden, in lijn met de FIFA, als een gelijkspel gerekend.

## Details

### Eerste ontmoeting
| Artemio Franchi Cup (Mar del Plata, Argentinië, 24 februari 1993): |                     | |
| Argentinië | 1 – 1               | Denemarken |
| Claudio Caniggia 30' (pen.) | goals               | 12' (e.d.) Néstor Craviotto |
| Alfio Basile | bondscoach          | Richard Møller Nielsen |
| Diego Maradona Gabriel Batistuta Diego Simeone Alejandro Mancuso Claudio Caniggia Julio César Saldaña                                                                                           | strafschoppen 5 – 4 | Lars Elstrup Johnny Mølby Brian Steen Nielsen Kim Vilfort Brian Laudrup Bjarne Goldbæk                                                                             |
| Sergio Goycochea Néstor Craviotto 113' Jorge Borelli Sergio Vásquez Ricardo Altamirano Diego Simeone Alejandro Mancuso Leonardo Rodríguez 60' Diego Maradona Claudio Caniggia Gabriel Batistuta | opstellingen        | Peter Schmeichel Lars Olsen Marc Rieper Jakob Kjeldbjerg 38' Torben Piechnik Johnny Mølby Bjarne Goldbæk Kim Vilfort 120' Henrik Larsen Brian Laudrup Lars Elstrup |
| Darío Franco 60' Julio César Saldaña 113' | wissels             | 38' Brian Steen Nielsen 120' Michael Larsen |
| | gele kaarten        | ??' Bjarne Goldbæk ??' Brian Steen Nielsen |

### Tweede ontmoeting
| Finale FIFA Confederations Cup 1995 (Riyad, Saoedi-Arabië, 13 januari 1995): |              | |
| Denemarken | 2 – 0        | Argentinië |
| Michael Laudrup 8' (pen.) Peter Rasmussen 75' | goals        | |
| Richard Møller Nielsen | bondscoach   | Daniel Passarella |
| Mogens Krogh Jakob Friis-Hansen Marc Rieper Jes Høgh Michael Schjønberg Brian Steen Nielsen Michael Laudrup 26' Brian Laudrup Jacob Laursen 61' Jesper Kristensen Peter Rasmussen | opstellingen | Claudio Bossio Roberto Ayala José Chamot Javier Zanetti Néstor Fabbri Ariel Ortega Marcelo Escudero Gabriel Batistuta 75' Sebastián Rambert 65' Jorge Jiménez Christian Bassedas |
| Morten Wieghorst 26' Jens Risager 61' | wissels      | 65' Gustavo López 75' Marcelo Espina |
| Jesper Kristensen 41' Jes Høgh 75' | gele kaarten | 30' Javier Zanetti 60' Néstor Fabbri |
| | rode kaarten | 35', 88' José Chamot |